# Julia Armfield
Julia Armfield (Londres, 1990) es una escritora de ficción y dramaturga británica. Su novela, Our Wives Under the Sea, traducida al español como Nuestras esposas bajo el mar, ganó el premio Polari de literatura LGBT en 2023.

## Trayectoria
Armfield creció en Cobham, Surrey. Se licenció en literatura y arte victorianos en la Royal Holloway. Su primera publicación fue un libro de nueve cuentos, titulado Salt Slow (titulado en español como El gran despertar),  por el que recibió el Premio The White Review en 2018, y la convirtió en una de las escritoras británicas de literatura fantástica más relevantes de la década.
En una entrevista con Sam Manzella de la revista Them, Armfield comentó que la historia de Our Wives Under the Sea (2022), y traducida al español como Nuestras esposas bajo el mar, surgió del interés por explorar la relación entre las experiencias de mujeres queer y el imaginario del mar, un elemento que considera cargado de significados ambiguos y contradictorios. En otra entrevista con Sam Franzini de la revista Our Culture Mag, explicó que la novela reflexiona sobre el dolor anticipado ante la posible pérdida de un ser querido y aborda el desconcierto que puede generar la falta de respuestas claras, especialmente cuando intervienen estructuras burocráticas.

## Reconocimientos
En 2018, Armfield recibió el premio The White Review por su libro Salt Slow, una distinción que destaca nuevas voces innovadoras en la narrativa contemporánea. Dos años más tarde, en 2020, fue galardonada con el premio Pushcart, que celebra lo mejor de la escritura publicada en revistas y editoriales independientes de Estados Unidos, por su cuento Longshore Drift.
Su primera novela, Nuestras esposas bajo el mar, consolidó su reconocimiento internacional al ser nominada en 2023 al Premio Literario Lambda en la categoría de ficción lésbica, uno de los premios más relevantes para la literatura LGBT, y al Foyles Fiction Book of the Year. Ese mismo año, la obra también obtuvo el premio Polari, que celebra la excelencia en la literatura LGBTQ+ británica.

## Obra
- 2019 – Salt Slow. ISBN 9781529012569.
- 2021 – El gran despertar. Traductor: Marcelo Cohen. ISBN 9788412040432.
- 2022 – Our Wives Under the Sea. ISBN 9781529017229.
- 2023 – Nuestras esposas bajo el mar. Traductora: Virginia Higa. ISBN 9788412511161.
- 2024 – Private Rites. Fourth Estate. ISBN 9780008608033.[17][18][19][20]